# 薩爾恰鄉 (梅赫丁茨縣)
44°08′28″N 22°55′41″E / 44.141°N 22.928°E
薩爾恰鄉（羅馬尼亞語：Comuna Salcia, Mehedinți），是羅馬尼亞的鄉份，位於該國西南部，由梅赫丁茨縣負責管轄，面積63平方公里，海拔高度41米，2007年人口3,213，人口密度每平方公里51人。